# Alexandre Daoust
Pour les articles homonymes, voir Daoust.
Alexandre Daoust, dit aussi Alex Daoust, né à Bioul (Belgique) le  5 juin 1886 et mort (accidentellement) le 7 janvier 1947 à Champion (Belgique), est un peintre belge et un militant wallon. Il fut aussi dessinateur et sculpteur.

## Biographie
Il fait ses études secondaires  à Dinant, au collège Bellevue. Il enseigne les mathématiques à l'Abbaye de Maredsous, sans le diplôme requis, y rencontre le Père Abbé Dom Pascal, professeur d'arts à l'école de l'abbaye.
Il s'inscrit  au cours de sculpture. On lui commande six statues pour l'église de Tyburn.
Il enseigne à l'Athénée royal de Dinant, fonde  l'Université populaire de Dinant, rénove  la dinanderie ; enseigne également le  dessin à Pro Juventute à Burnot.
En 1927, il crée le monument L'Assaut qui commémore la reprise par les troupes françaises de la citadelle (15 août 1914) dont l'armée impériale allemande s'était tout d'abord emparée, un buste d'Albert Ier à Bioul (1934, la Mort de l'Esclave à l'école moyenne de Beauraing (1946), une dinanderie  ’’L'Enfant prodigue’’ en  1916, des  Chemins de croix à Rienne, Porcheresse, Thynes, Léglise, Godinne, la statue de Saint Jean-Baptiste de la Salle de la Collégiale Notre-Dame de Dinant), Le Batteur de cuivre en 1938; Pan et l'amour, 1939; le Sacré-Cœur en 1940 (pour l'église d'Anseremme), La Libération en  1945.
Il s'adonna à l'illustration de livres, notamment d'ouvrages en dialecte wallon : E.Gillain, Au culot do feu, Contes wallons, Sov'nances d'on vî gamin, Gembloux, 1932.
En 1946, il crée un bas-relief intitulé Noël de Wallonie où il avait tenu à intégrer la Principauté de Liège représentée par son chef. Bien que atteint par l'âge de la retraite, il espérait continuer sa carrière artistique. Cependant il fut tué accidentellement à un arrêt de tram à Champion (7 janvier 1947).

## Reconnaissance publique
Le 3 février 1947, la Ville de Dinant baptisa l'une de ses rues Rue Alexandre Daoust et une exposition de ses œuvres fut organisée en 1969 à l'hôtel de ville. 
- Une rue de Bioul porte aussi son nom.